# ATC kod C07
ATC kod C07 Beta blokirajući agensi su terapeutska podgrupa sistema za anatomsko terapeutsko hemijsku klasifikaciju. Ovaj sistem alfanumeričkih kodova je razvio  za klasifikaciju lekova i drugih medicinskih proizvoda.  Podgrupa C07 je deo anatomske grupe C Kardiovaskularni sistem.

Kodovi za veterinarsku upotrebu (ATCvet kodovi) se mogu formirati stavljanjem slova Q ispred humanih ATC kodova: QC07... ATCvet kodovi bez odgovarajućeg humanog ATC koda su navedeni sa vodećim Q na sledećoj listi.
Nacionalna izdanja ATC klasifikacije mogu da obuhvataju dodatne kodove koji nisu prisutni na ovoj listi.

### C07AABeta blokirajući agensi, neselektivni
C07AA01 Alprenolol
C07AA02 Oksprenolol
C07AA03 Pindolol
C07AA05 Propranolol
C07AA06 Timolol
C07AA07 Sotalol
C07AA12 Nadolol
C07AA14 Mepindolol
C07AA15 Karteolol
C07AA16 Tertatolol
C07AA17 Bopindolol
C07AA19 Bupranolol
C07AA23 Penbutolol
C07AA27 Kloranolol
C07AA57 Sotalol, kombinacije
QC07AA90 Karazolol

### C07AB Beta blokirajući agensi, selektivni
C07AB01 Praktolol
C07AB02 Metoprolol
C07AB03 Atenolol
C07AB04 Acebutolol
C07AB05 Betaksolol
C07AB06 Bevantolol
C07AB07 Bizoprolol
C07AB08 Celiprolol
C07AB09 Esmolol
C07AB10 Epanolol
C07AB11 S-atenolol
C07AB12 Nebivolol
C07AB13 Talinolol
C07AB52 Metoprolol, kombinacije
C07AB57 Bisoprolol, kombinacije

### C07AG Alfa i beta blokirajući agensi
C07AG01 Labetalol
C07AG02 Karvedilol

## C07B Beta blokirajući agensi i tiazidi

### C07BA Beta blokirajući agensi, neselektivni, i tiazidi
C07BA02 Oksprenolol i tiazidi
C07BA05 Propranolol i tiazidi
C07BA06 Timolol i tiazidi
C07BA07 Sotalol i tiazidi
C07BA12 Nadolol i tiazidi
C07BA68 Metipranolol i tiazidi, kombinacije

### C07BB Beta blokirajući agensi, selektivni, i tiazidi
C07BB02 Metoprolol i tiazidi
C07BB03 Atenolol i tiazidi
C07BB04 Acebutolol i tiazidi
C07BB06 Bevantolol i tiazidi
C07BB07 Bizoprolol i tiazidi
C07BB12 Nebivolol i tiazidi
C07BB52 Metoprolol i tiazidi, kombinacije

### C07BG Alfa i beta blokirajući agensi i tiazidi
C07BG01 Labetalol i tiazidi

## C07C Beta blokirajući agensi i drugi diuretici

### C07CA Beta blokirajući agensi, neselektivni, i drugi diuretici
C07CA02 Oksprenolol i drugi diuretici
C07CA03 Pindolol i drugi diuretici
C07CA17 Bopindolol i drugi diuretici
C07CA23 Penbutolol i drugi diuretici

### C07CB Beta blokirajući agensi, selektivni, i drugi diuretici
C07CB02 Metoprolol i drugi diuretici
C07CB03 Atenolol i drugi diuretici
C07CB53 Atenolol i drugi diuretici, kombinacije

### C07CG Alfa i beta blokirajući agensi i drugi diuretici
C07CG01 Labetalol i drugi diuretici

## C07D Beta blokirajući agensi, tiazidi i drugi diuretici

### C07DA Beta blokirajući agensi, neselektivni, tiazidi i drugi diuretici
C07DA06 Timolol, tiazidi i drugi diuretici

### C07DB Beta blokirajući agensi, selective, thiazides i drugi diuretici
C07DB01 Atenolol, thiazides i drugi diuretici

## C07F Beta blokirajući agensi i drugi antihipertenzivi

### C07FA Beta blokirajući agensi, neselektivni, i drugi antihipertenzivi
C07FA05 Propranolol i drugi antihipertenzivi

### C07FB Beta blokatori, selektivni, i drugi antihipertenzivi
C07FB02 Metoprolol i drugi antihipertenzivi
C07FB03 Atenolol i drugi antihipertenzivi
C07FB07 Bizoprolol i drugi antihipertenzivi